# 公会镇 (贺州市)
公会镇，是中华人民共和国广西壮族自治区贺州市平桂区下辖的一个乡镇级行政单位。

## 行政区划
公会镇下辖以下地区：
公会社区、忠平村、东绿村、杨会村、清泉村、双洋村、联合村、东明村、田富村、石塔村、双石村、建新村、红宜村、莲胜村、解元村、大姚村、新新村、新农村、社山村、东鹅村、瑞昌村、安太村、清水村、茶坪村和新村寨村。